# سیارک ۸۷۳۱
سیارک ۸۷۳۱ (به انگلیسی: 8731 Tejima، نامگذاری:1996WY) هشت هزار و هفتصد و سی و یکمین سیارک کشف شده‌است که در ۱۹ نوامبر ۱۹۹۶ کشف شد.